# Polydesmus dilatatus
Polydesmus dilatatus är en mångfotingart som beskrevs av Brandt 1839. Polydesmus dilatatus ingår i släktet Polydesmus och familjen plattdubbelfotingar. Inga underarter finns listade i Catalogue of Life.